# Maxi Kleber
Maximilian «Maxi» Kleber (Wurzburgo, 29 de enero de 1992) es un jugador de baloncesto alemán que pertenece a la plantilla de Los Angeles Lakers de la NBA. Con 2,08 metros de estatura, juega en la posición de ala-pívot. 

## Trayectoria

### Europa
Se formó como jugador en el s.Oliver Baskets, donde estuvo desde 2009 hasta 2014, jugando 50 partidos en la Basketball Bundesliga.
En la 2011-12 (su primera temporada en el primer equipo), promedió 7 min por partido, mientras que en la segunda no pudo jugar en toda la temporada por lesión. 
En su tercera temporada, la 2013-14 se destapó, promediando 9,9 puntos (49% en tiros de dos, 33% en triples y 75% en libres), 7 rebotes y 1 asistencia por partido y participando en el All-Star Game. 
Tras el descenso del equipo, se presentó al Draft de la NBA de 2014, pero no fue elegido, por lo que, en julio de 2014, firmó por dos años con Obradoiro CAB de la Liga ACB.
En Santiago de Compostela promedió 11,5 puntos y 6,4 rebotes, incluyendo el MVP de la Jornada 25, con 45 de valoración. En la victoria contra el Montakit Fuenlabrada, fue capaz de anotar 36 puntos (6 de 6 de 2, 3 de 6 de 3 y 15 de 16 de tiro libre), coger 5 rebotes y robar 2 balones, lo que le llevó a ser el MVP de la Jornada y su máxima anotación de la temporada.
Al año siguiente, el 1 de julio de 2015, regresa a Alemania a firmar por dos años con el Bayern Munich.

### NBA
Llegó a la NBA en julio de 2017, cuando firmó dos años con los Dallas Mavericks, equipo en el que jugaba su compatriota Dirk Nowitzki. Hizo su debut en la liga el 21 de octubre, en un partido ante los Houston Rockets. Pasó de ser una pieza de banquillo a un jugador clave en la rotación en sus primeros años, aumentando sus puntos, rebotes, asistencias y tapones por partido en cada una de sus primeras tres temporadas. En su tercer año en Dallas, el 21 de febrero de 2020 ante Orlando Magic consigue su récord personal de anotación con 26 puntos. Tras tres temporadas en las que fue mejorando sus números, renovó por tres años con los Mavericks el 10 de julio de 2019.
El 21 de febrero de 2020 anotó 26 puntos, el máximo de su carrera, contra los Orlando Magic en una victoria por 122-106. En la temporada 2019-20, Kleber registró un récord personal de 9,1 puntos por partido. Lideró la liga en partidos disputados con 74, y terminó 19º en la liga en tapones por partido.
Comenzó fuerte la temporada 2020-21, con un promedio de 7,4 puntos por partido y un 47,2 % de aciertos desde la línea de tres puntos en sus primeros 9 partidos. Sin embargo, se perdería los siguientes 10 partidos porque se estaba recuperando del COVID-19. Volvería a la acción el 2 de febrero de 2021 contra los Phoenix Suns. Jugó 17 minutos, capturó 6 rebotes y anotó 2 puntos.
El 18 de abril de 2022, durante el segundo partido de la primera ronda de los playoffs, Kleber anotó 25 puntos y acertó ocho triples en una victoria por 110-104 sobre Utah Jazz. En septiembre de 2022 extiende su contrato con los Mavs por tres años y $33 millones. En su sexto año en Dallas, el 17 de marzo de 2023 anota la canasta ganadora sobre la bocina ante Los Angeles Lakers. Ayudó a los Mavs a alcanzar las Finales de la NBA de 2024, donde perdieron ante los Boston Celtics en cinco partidos.
El 2 de febrero de 2025 fue traspasado junto con Luka Dončić y Markieff Morris a Los Angeles Lakers a cambio de Max Christie, Anthony Davis y una selección de primera ronda del draft de 2029.

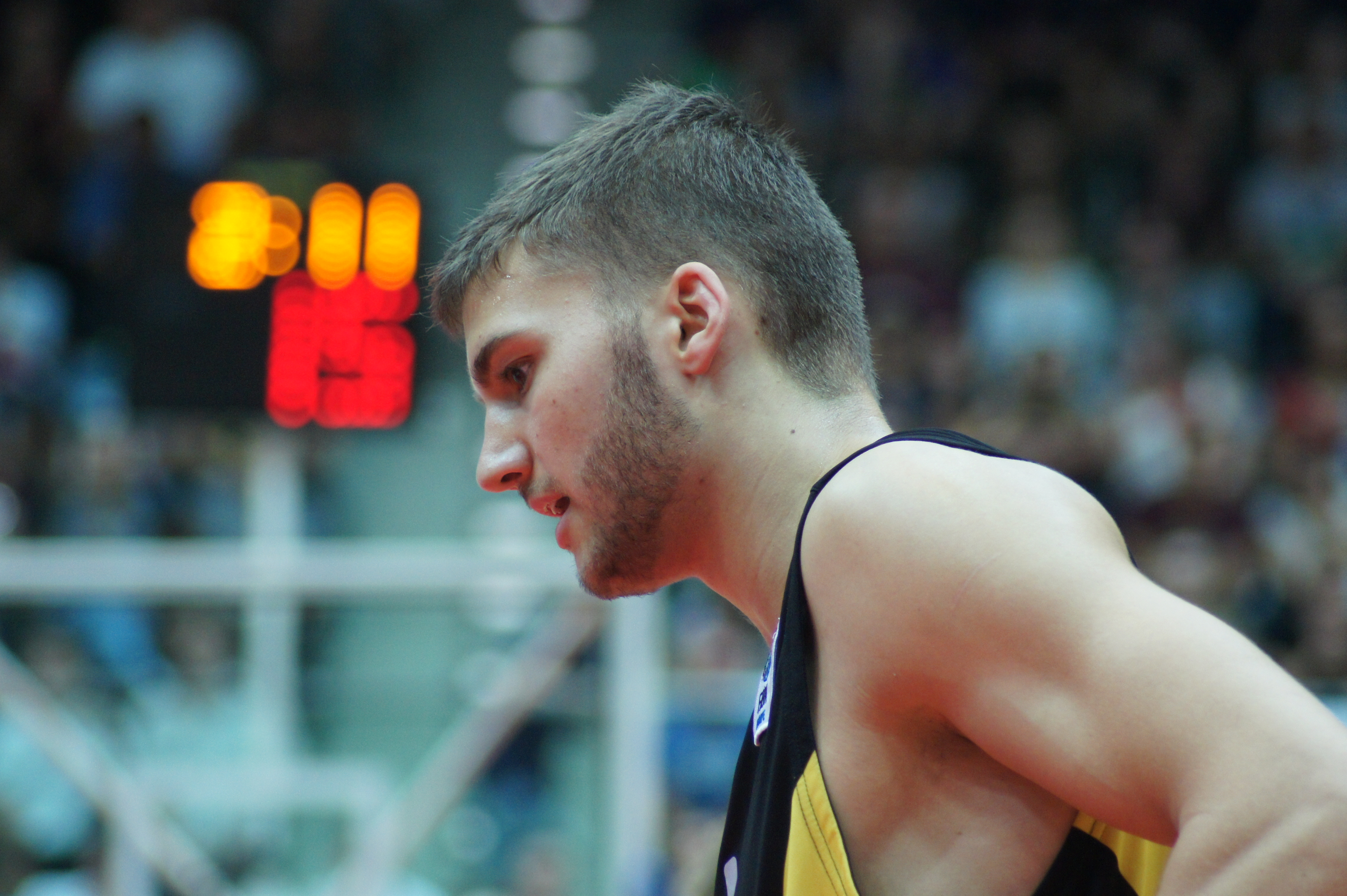
Kleber, con la selección alemana en 2014.

## Selección nacional
Debutó con la absoluta en 2014, en la fase de clasificación para el Eurobasket 2015, donde jugó 8 partidos. 
Disputó la Copa Mundial de Baloncesto de 2019 disputado en China.
Formó parte del listado inicial de la selección de Alemania para el  Copa Mundial de Baloncesto de 2023. Fue criticado por el capitán alemán Dennis Schröder por no haber participado en el EuroBasket 2022, estas críticas propiciaron la renuncia de Kleber a jugar el Mundial.

## Estadísticas de su carrera en la NBA

### Temporada regular
| Año     | Equipo | PJ  | PT  | MPP  | %TC  | %3P  | %TL  | RPP | APP | ROB | TPP | PPP |
| ------- | ------ | --- | --- | ---- | ---- | ---- | ---- | --- | --- | --- | --- | --- |
| 2017-18 | Dallas | 72  | 36  | 16.8 | .489 | .313 | .746 | 3.3 | .7  | .4  | .7  | 5.4 |
| 2018-19 | Dallas | 71  | 18  | 21.2 | .453 | .353 | .784 | 4.6 | 1.0 | .5  | 1.1 | 6.8 |
| 2019-20 | Dallas | 74  | 21  | 25.5 | .461 | .373 | .849 | 5.2 | 1.2 | .3  | 1.1 | 9.1 |
| 2020-21 | Dallas | 50  | 40  | 26.8 | .422 | .410 | .919 | 5.2 | 1.4 | .5  | .7  | 7.1 |
| 2021-22 | Dallas | 59  | 21  | 24.6 | .398 | .325 | .728 | 5.9 | 1.2 | .5  | 1.0 | 7.0 |
| 2022-23 | Dallas | 37  | 5   | 25.1 | .456 | .348 | .711 | 3.6 | 1.4 | .3  | .8  | 5.9 |
| 2023-24 | Dallas | 43  | 7   | 20.3 | .432 | .348 | .702 | 3.3 | 1.6 | .4  | .7  | 4.4 |
| 2024-25 | Dallas | 34  | 4   | 18.7 | .385 | .265 | .762 | 2.8 | 1.3 | .3  | .5  | 3.0 |
| Total   | Total  | 440 | 151 | 22.3 | .443 | .354 | .776 | 4.4 | 1.2 | .4  | .9  | 6.4 |

### Playoffs
| Año   | Equipo      | PJ | PT | MPP  | %TC  | %3P  | %TL   | RPP | APP | ROB | TPP | PPP |
| ----- | ----------- | -- | -- | ---- | ---- | ---- | ----- | --- | --- | --- | --- | --- |
| 2020  | Dallas      | 6  | 6  | 33.8 | .333 | .192 | .750  | 6.5 | 1.5 | .3  | 1.2 | 6.7 |
| 2021  | Dallas      | 7  | 4  | 26.7 | .400 | .400 | .714  | 3.6 | 1.4 | .4  | .0  | 5.3 |
| 2022  | Dallas      | 18 | 0  | 25.4 | .509 | .436 | .714  | 4.6 | 1.1 | .2  | .8  | 8.7 |
| 2024  | Dallas      | 13 | 0  | 16.8 | .410 | .429 | .667  | 1.9 | 1.0 | .2  | .3  | 3.7 |
| 2025  | L.A. Lakers | 1  | 0  | 5.0  | .000 | .000 | 1.000 | .0  | .0  | .0  | .0  | 2.0 |
| Total | Total       | 45 | 10 | 23.8 | .442 | .386 | .729  | 3.8 | 1.2 | .3  | .6  | 6.3 |